# Pawsey (cráter)

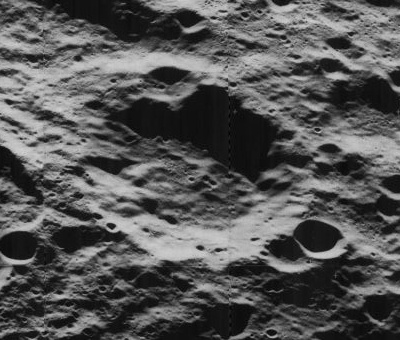
Vista oblicua desde el Lunar Orbiter 5, mirando al oeste

Pawsey es un cráter de impacto desgastado que se halla junto a las rampas exteriores del brocal del cráter Wiener, en la cara oculta de la Luna. Al este-noreste de Pawsey se encuentra el gran cráter Campbell, y más al oeste se localiza Bridgman.
|  |

Este cráter está parcialmente cubierto por los materiales eyectados por el impacto que formó el más reciente cráter Wiener, dejando una formación irregular con sus bordes cubiertos por fragmentos rocosos. Presenta un pequeño cráter en el borde occidental, y otro más con forma de copa en el borde noreste. Dentro del interior se localiza un pequeño cráter, también con forma de copa, ubicado en la base de la pared interior occidental.